# Udea praefulvalis
Udea praefulvalis là một loài bướm đêm trong họ Crambidae.